# Old Jerusalem
Old Jerusalem é um projecto musical de Francisco Silva.

## História
O nome Old Jerusalem vem de uma música de Will Oldham; Francisco Silva achou o título sonante e adoptou-o para o seu projecto musical.
Após mostrar as suas gravações caseiras aos músicos dos Alla Polacca, decidem fazer uma edição de autor conjunta para lançar Old & Alla numa edição limitada e numerada. O sucesso dessa edição fez com que ambos os projectos acabassem por fazer cópias em CD-R para distribuir pelos amigos e a fazer uma re-edição. Este sucesso conduziu Francisco Silva à editora Bor-Land, rapidamente as partes chegam a um acordo para a gravação de April. Francisco entra em 2002 no AMP Estúdio e trabalha com Paulo Miranda naquele que viria a ser aclamado pela crítica um dos melhores discos de 2003.
Durante 2003, Francisco começa a apresentar ao vivo temas novos, que viriam a integrar o disco seguinte do projecto - Twice the Humbling Sun. Francisco volta a trabalhar o disco com o produtor Paulo Miranda em Viana do Castelo, localização do AMP Estúdio. Devido a uma agenda de concertos bastante preenchida e a uma vida profissional na área de economia, Old Jerusalem vê-se forçado a gravar o disco nos poucos fins-de-semana que tem livres, o que o impede de alcançar o objectivo auto-proposto de lançar o segundo disco no decurso de 2004. Twice the Humbling Sun vê a luz do dia logo nos primeiros meses de 2005. Recebe novamente um grande aplauso dos fãs que conquistou e da crítica, onde Blitz e Público partilham da opinião de que este foi o melhor disco de 2005. Vários comentadores do Diário de Notícias também fazem referência ao disco e colocam-no nos lugares cimeiros das suas preferências.
Francisco Silva escreveu a letra para um tema dos Alla Polacca, ao qual foi dado o nome de Geonav, que foi publicado numa das compilações da Bor-Land. Os Alla Polacca chegaram a contar com a participação do Francisco em vários concertos para cantar esse tema. Enquanto Old Jerusalem, o tema foi também tocado ao vivo no festival Paredes de Coura com o nome Rickie Lee's voice.
Entre várias participações e experiências, Old Jerusalem aceita o desafio de Henrique Amaro (RDP Antena 3) de efectuar nos estúdios das Amoreiras uma sessão três pistas, onde contou com a participação especial da Petra (Nobody's Bizness) nas vozes e de Sílvio (Polaroid) no metalofone.
Em Fevereiro de 2007 sai um novo disco de Old Jerusalem. The Temple Bell foi o título escolhido.
Durante o ano de 2008, Old Jerusalem encontrou-se novamente com Paulo Miranda no AMP Estúdio para gravar um novo trabalho, com lançamento previsto para 2009.
Também em 2008, Francisco Silva escreveu a letra e interpretou o tema The Raven King, com base no trabalho musical de Bernardo Sassetti, para a banda sonora do filme Second Life, de Alexandre Cebrian Valente.
Two Birds Blessing, o quarto álbum, é editado em 2009 pela Rastilho.
Em 2011, através do colectivo de artistas PAD, fundado por membros dos peixe : avião, Old Jerusalem edita o seu quinto álbum, simplesmente intitulado Old Jerusalem. No seguimento da sua edição nacional pela PAD, Old Jerusalem é editado na Alemanha via Broken Silence.

## Discografia
- 2002 - Old & Alla
- 2003 - April
- 2005 - Twice the Humbling Sun
- 2007 - The Temple Bell
- 2009 - Two birds blessing
- 2011 - Old Jerusalem
- 2016 - A Rose Is a Rose Is a Rose
- 2018 - Chapels